# Musée Matisse du Cateau-Cambrésis
El musée Matisse du Cateau-Cambrésis és un museu d'art creat pel mateix pintor Henri Matisse l'any 1952.
L'any 2011 va tenir 70.000 visitants i ocupa 600 m2
El museu va oferir a la ciutat de Cateau-Cambrésis una col·lecció de 82 obres. La implantació inicial va ser a càrrec de Lydia Délectorskaya, col·laboradora del pintor. El 1956, Auguste Herbin oferí 24 obres més a la ciutat. Des de 1982, les col·leccions van augmentar per nombroses donacions i el museu es va instal·lar a l'antic palau Fénelon.

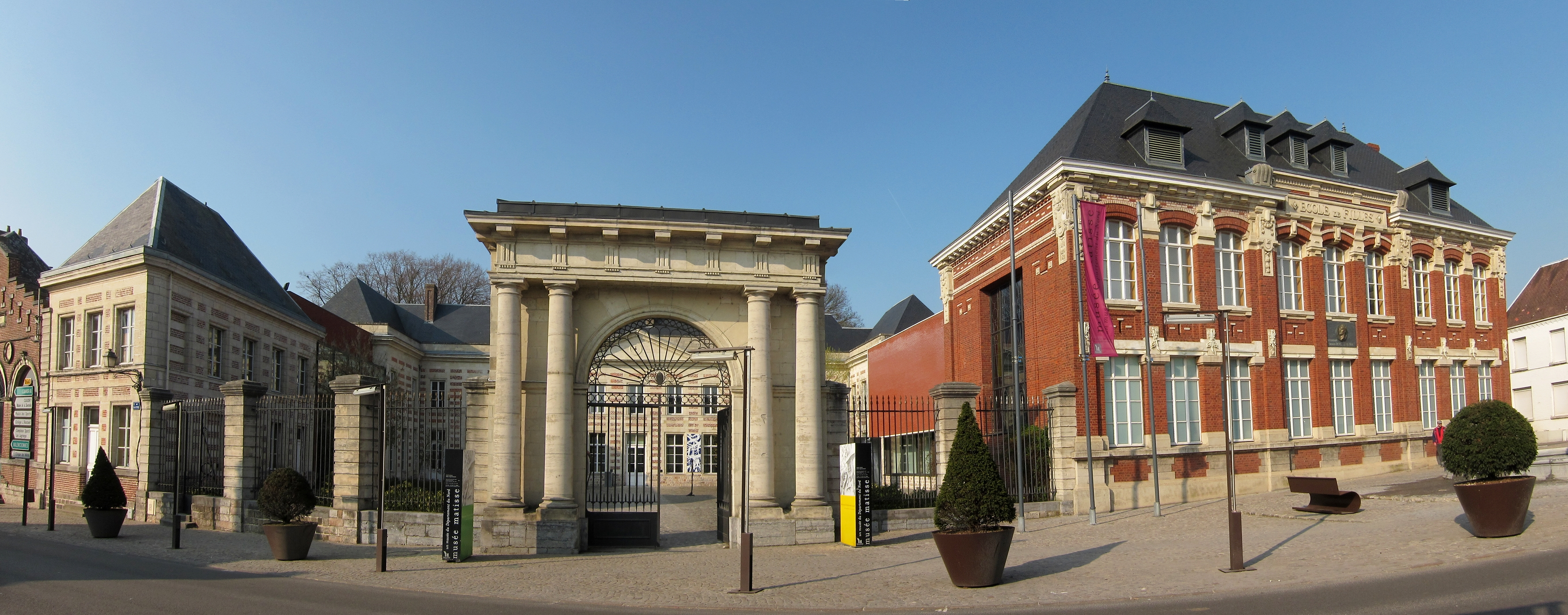
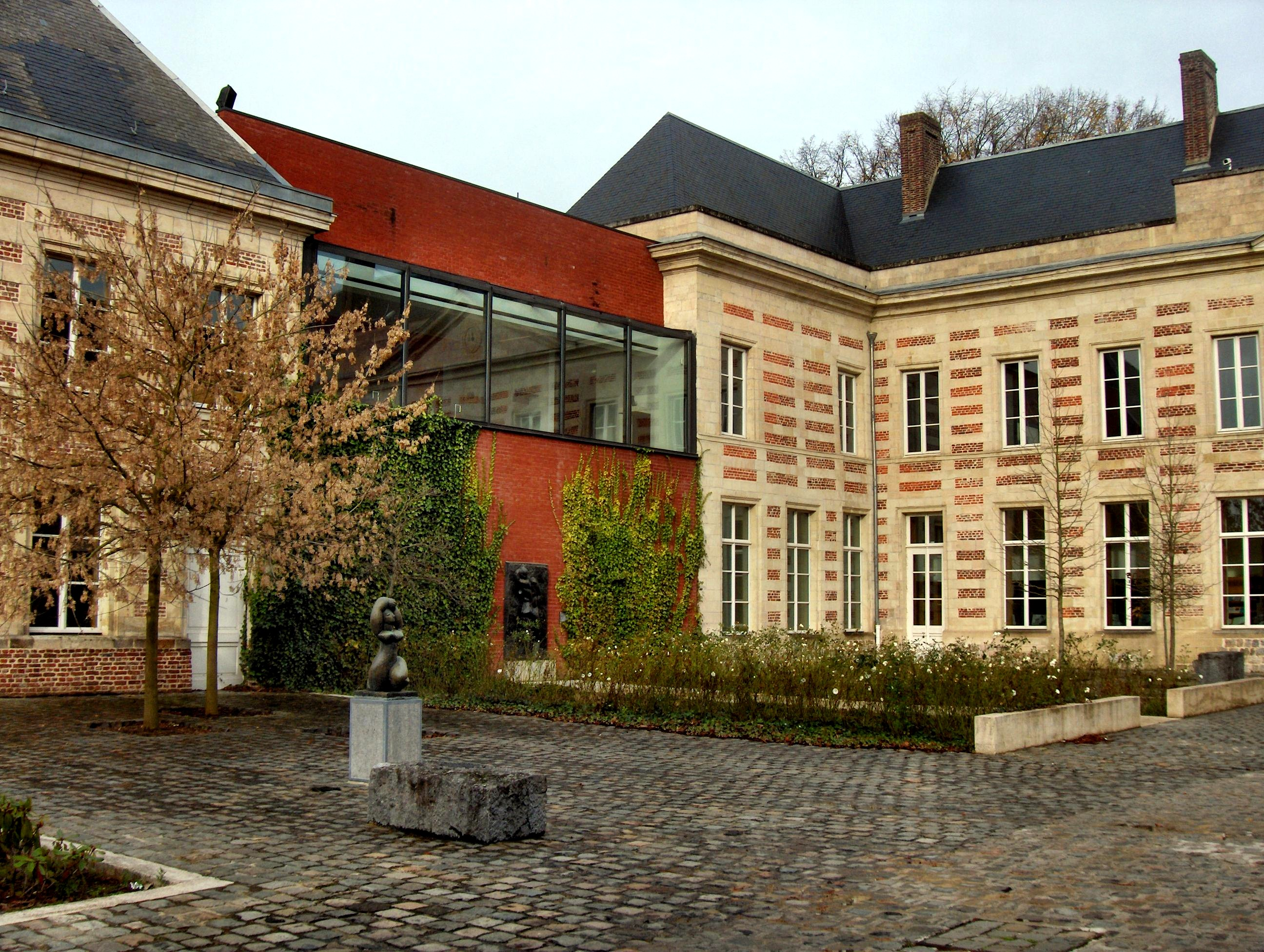

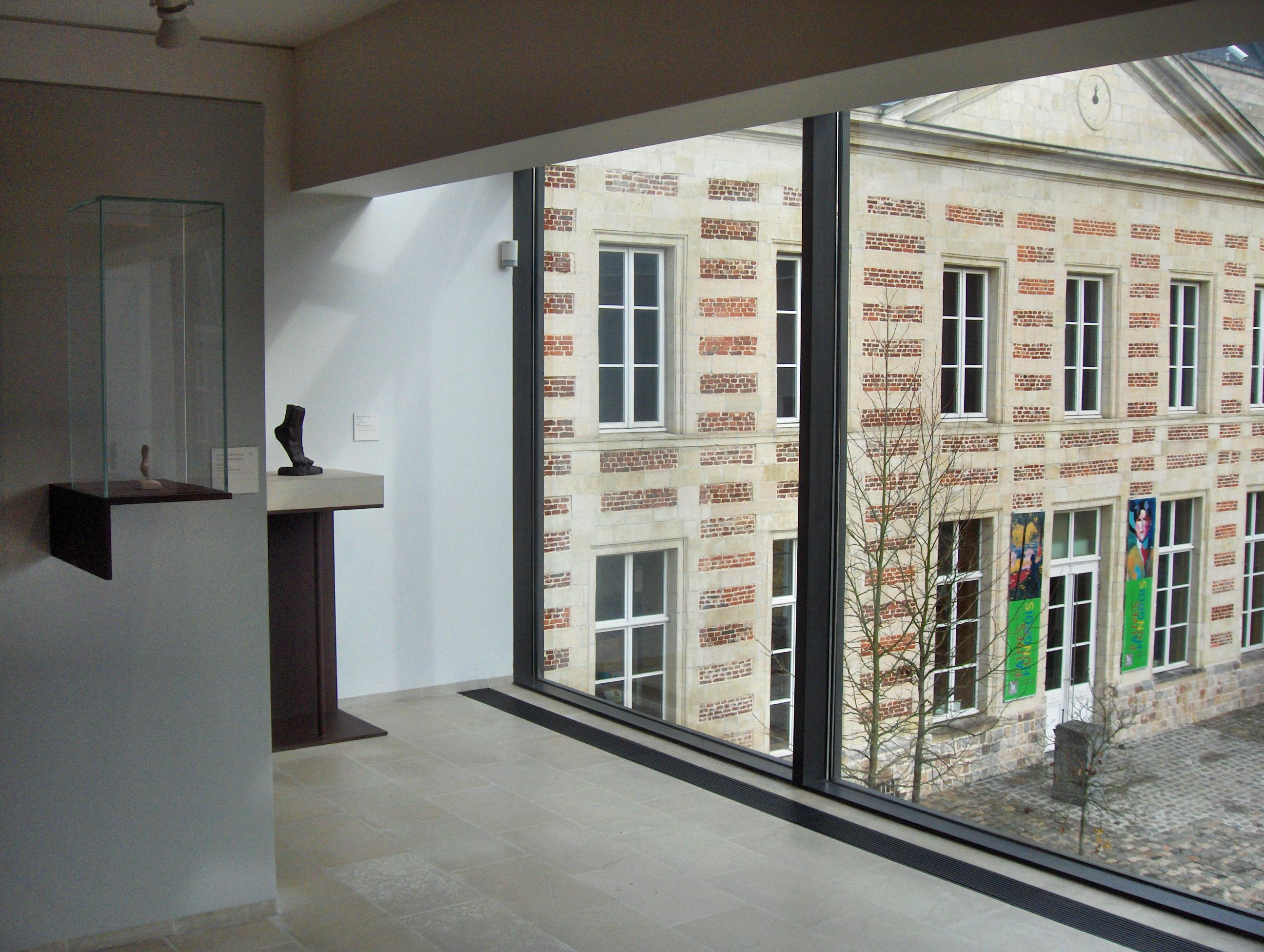
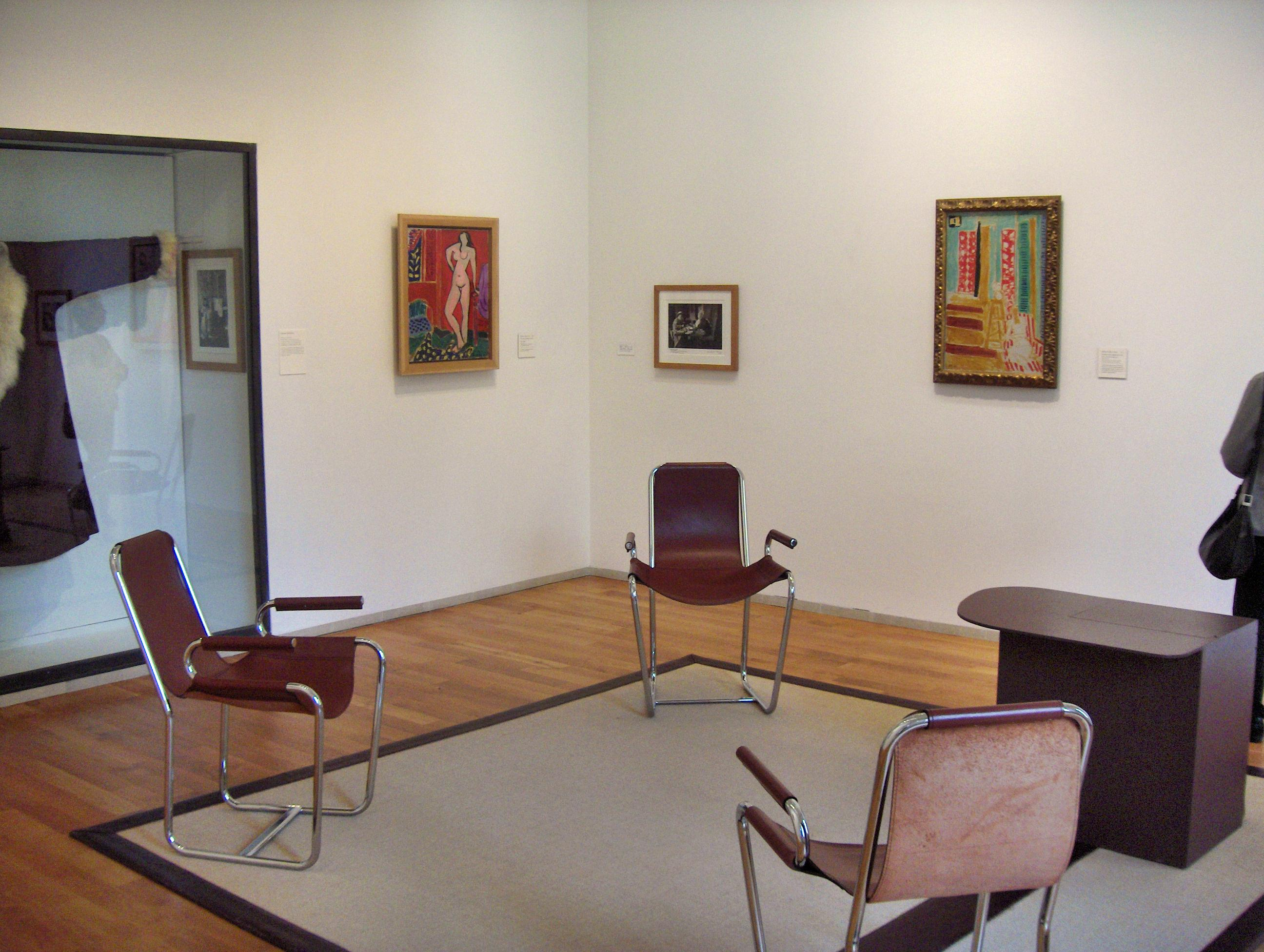

## Algunes obres exposades
(Llista no exhaustiva)

### Henri Matisse
- Coquelicots et Iris II, huile sur toile
- Étude pour La Vierge et l'enfant, encre et gouache sur papier (1951)
- Femme à la gandoura bleue, huile sur toile (1951)
- Femme au chapeau, fusain sur papier (1951)
- Intérieur aux barres de soleil, huile sur toile (1942)
- Le Violoniste, fusain sur toile (1917)
- Marguerite au chapeau de cuir, huile sur toile (1914)
- Nu accroupi, fusain sur papier (1936)
- Nu rose, intérieur rouge, huile sur toile (1947)
- Tahiti II, gouache sur toile (1936)

### Altres artistes
- Geneviève Claisse: Unité, acrylique sur toile (1969)
- Auguste Herbin :
  - Bois sculpté, bois polychrome (1921)
  - Lénine-Staline, huile sur toile (1948)
  - Réalité spirituelle, huile sur toile (1938)
  - Union, huile sur toile (1959)
- Fernand Léger :
  - Le roi de cartes, huile sur toile (1927)
  - Nu avec branche, huile sur toile (1931)

## Exposicions temporals
- 2014 : La vie est faite de belles rencontres
- 2013 : Exposition Auguste Herbin : del 14 d'octubre de 2012 al 3 de febrer de 2013
- 2012 : Henri-Edmond Cross et le néo-impressionnisme : de Seurat à Matisse, 2012
- 2011 : François Rouan, la découpe comme modèle, 2011
- 2010 : Janos Ber, tracer la couleur, 2010
- 2009 : Miró et Tériade, l'aventure Ubu, 2010
- Philippe Richard (artista) "Rien à voir avec Henri Matisse", 2009
- 2008 : Les vitraux de Josef Albers, 2008
- 2007 : Rouault, correspondances avec Matisse, 2007
- 2006-2007 : Chagall et Tériade, l'empreinte d'un peintre, 2007

## Font
- Le Monde, 7 mars 2008, « Le Cateau-Cambrésis, petite ville et grand musée ».